# Jan Keizer (toetsenist)
Jan Keizer (Volendam, 10 februari 1952) is een Nederlands musicus. Hij begon als pianist en speelde later ook als accordeonist voor achtereenvolgens The Cats, Specs Hildebrand, Next One en Fiësta. Hij speelde verder met artiesten als Jan Akkerman, Jonathan Edwards, Flaco Jiménez, Tom Russell en Tish Hinojosa.

## Biografie
Keizer is het oudste kind uit een gezin van vijf zoons en een dochter. Zijn vader was dirigent-organist en twee broers sloten hun studie aan het conservatorium af. Beïnvloed door zijn vader begon hij met toetsen en rond zijn vijftiende speelde hij als sologitarist in zijn eerste bandje Exitement. Iets later werd hij gevraagd om bij The Skyriders te spelen, wat zijn ouders tegenhielden waarop de plek werd vergeven aan Dick Plat (later Left Side, Canyon en BZN). Toen hij een jaar of achttien was, sloot hij zich aan bij de Edamse band Sunny Xploo.
In 1975 en van 1976 tot 1979 traden hij op toetsen en Evert Veerman (Jash) op gitaar toe tot The Cats als extra muzikanten tijdens hun tournees in Nederland, België en Duitsland. In deze tijd slaagde hij ernaast voor zijn doctoraalexamen in de wiskunde. Toen The Cats uit elkaar gingen, was hij inmiddels begonnen als wiskundeleraar en legde hij het actieve muziekleven een jaar of vijf naast zich neer. 
In 1984 werd hij gevraagd als toetsenist voor Next One. In deze band bleef hij tot 1988 spelen, toen hij moest afhaken vanwege persoonlijke omstandigheden. Vanaf 1992 speelde hij vier jaar in de band Fiësta. Tussendoor, maar ook erna, speelde hij voor de band van Specs Hildebrand.
Sinds Fiësta speelde hij een tijd freelance tot hij met Jaap Schilder (voorheen bij The Cats) drie jaar lang een duo vormde; tweestemmig, met Keizer op piano en Schilder op gitaar. Sinds 2003 is Keizer muzikaal nog actief als dirigent van een Volendams zangkoor.